# Kanton Lucé
Lucé is een kanton van het Franse departement Eure-et-Loir. Het kanton maakt deel uit van het arrondissement Chartres.

## Gemeenten
Het kanton Lucé omvatte tot 2014 de volgende 3 gemeenten:
- Amilly
- Cintray
- Lucé (hoofdplaats)

Bij de herindeling van de kantons door het decreet van 24 februari 2014, met uitwerking op 22 maart 2015, werden daar volgende 3 gemeenten aan toegevoegd:
- Barjouville
- Fontenay-sur-Eure
- Luisant